# Marcelo Meli
César Marcelo Meli, né le 20 juin 1992 à Salto, est un footballeur argentin évoluant au CS Emelec.

## Biographie
Marcelo Meli commence sa carrière professionnelle au CA Colón.
En 2014, il rejoint le club de Boca Juniors. Il dispute la Copa Sudamericana 2014 avec cette équipe, en étant éliminé en demi-finale par le club de River Plate.

## Clubs
| Club         | Pays      | Saisons        |
| ------------ | --------- | -------------- |
| Colón        | Argentine | 2012 - 2014    |
| Boca Juniors | Argentine | 2014 - Présent |